# Ampiroxicam
El Ampiroxicam (INN) es un fármaco antiinflamatorio no esteroideo (AINE). Es un profármaco del piroxicam.